# Ujj Zsuzsa
Ujj Zsuzsa (Budapest, 1968. október 17. –) magyar keramikus.

## Életéről
A budapesti Képző- és Iparművészeti Szakközépiskola kerámia szakán érettségizett. 1992-ben diplomázott kerámia- és porcelánipari formatervezőként a Magyar Iparművészeti Főiskolán. 1993-ban vendéghallgató volt a koppenhágai Dán Iparművészeti Főiskolán.
1994–95-ben kerámiát tanított a Budapesti Képző- és Iparművészeti Szakközépiskola esti tagozatán.
2002-ben tanulmányúton járt Egyiptomban, ezt követően a Magma Szimpozionon vett részt a Nemzetközi Kerámia Stúdióban Kecskeméten és a IV. Hódmezővásárhelyi Kerámia Szimpozionon. 2003-ban az NKA támogatásával porcelánszobrász és festő mesterkurzuson vett részt Kecskeméten, Ilona Romule vezetésével.
1999 óta a Szőnyi István Képzőművészeti Szabadiskola kerámiaosztályának tanára.